# Олівія Прайс
Олівія Прайс  (англ. Olivia Price, 2 серпня 1992) — австралійська яхтсменка, олімпійка.

## Виступи на Олімпіадах
| Олімпіада   | Дисципліна  | Місце |
| ----------- | ----------- | ----- |
| Лондон 2012 | Елліотт 6 м | 2     |